# Polícia secreta

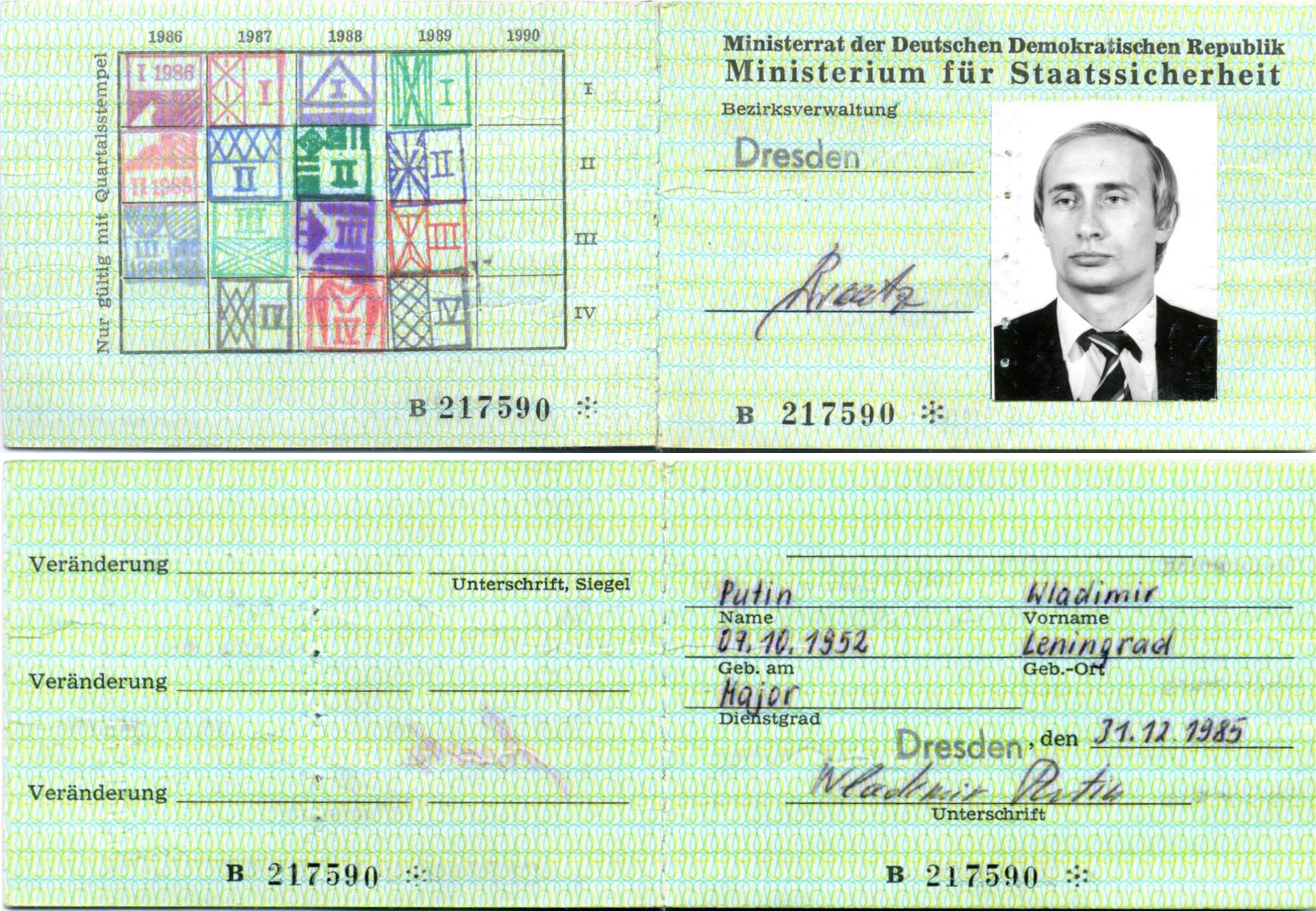
Carteira de identidade da polícia secreta de Vladimir Putin, emitida pela Stasi da Alemanha Oriental enquanto ele trabalhava como oficial de ligação da KGB soviética de 1985 a 1989.

Polícia secreta é um corpo de polícia que age somente sob proteção da incógnita ou clandestinamente. Polícias secretas não são sinônimos de polícias políticas, que podem não ser secretas, bem como várias polícias secretas podem não ser políticas. Apesar desta diferença fundamental, é fato que diversas polícias secretas são usadas para fins políticos, integrando as suas operações a ações de inteligência e foram usadas frequentemente como um instrumento de repressão política.
As forças de polícia secreta são associadas tipicamente com os regimes totalitários, porque são usadas frequentemente para manter o poder político do estado. A polícia secreta são agências policiais dotadas tipicamente e às vezes oficialmente, de autoridade superior as outras polícias civis, operando-se fora dos limites da lei. Operam-se inteira ou parcialmente no secretismo, isto é, a maioria ou todas as suas operações são obscuras e escondidas do público geral e de todos os oficiais do governo.
A polícia secreta difere das agências de segurança em democracias liberais modernas, porque as agências de segurança são geralmente sujeitas ao regulamento governamental, às exigências de relatório, e às outras medidas da responsabilidade. Apesar de tal visão geral, ainda pode ocorrer de agências de segurança que atuam ilegalmente tomarem algumas características da polícia secreta.
Agências governamentais que podem ser classificadas ou caracterizadas, parcial ou totalmente, como “polícias secretas” é discutido por cientistas políticos.
Polícias secretas podem estar a serviço de governos, de instituições públicas (como as forças armadas) ou mesmo de entidades privadas (como partidos políticos).

## Métodos e história

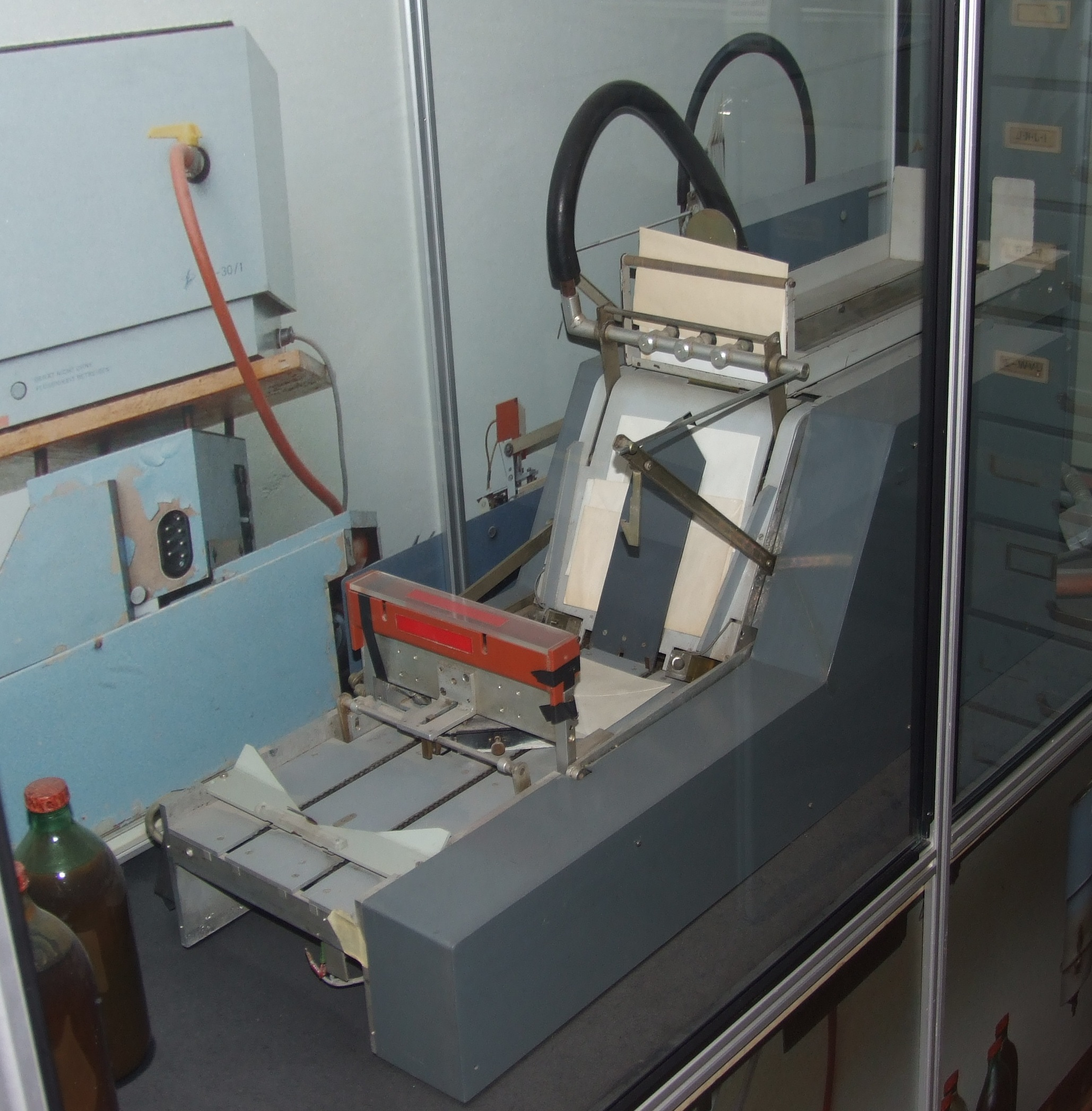
Uma máquina usada pela Stasi para colar novamente os envelopes depois que a correspondência foi aberta para exame.

As polícias secretas como as conhecemos surgiram na primeira metade do século XIX. Foram criadas devido ao temor com relação aos movimentos sociais de então, bem como as sempre existentes possibilidades de conspiração. As europeias desenvolveram técnicas de vigilância, infiltração, recrutamento de informantes e interceptação de mensagens, absorvendo também aspectos científicos - conforme padrões daquele século - voltados para a investigação criminal.
A polícia secreta não somente tem a autoridade policial tradicional, como prender e deter, mas idealiza punições sem supervisão e independente da magistratura pública. As táticas da investigação e da intimidação usadas pela polícia secreta resultam em tanto poder que elas operam geralmente com quase nenhuma limitação prática. As polícias secretas costumam usar espiões e informadores civis para encontrar líderes ou dissidente de protestos (ver: agente provocador). A polícia secreta pode abrir o correio, grampear linhas telefônicas, e usar várias técnicas para enganar, fazer chantagem, forçar parentes ou amigos de um suspeito a fornecer informações.
As pessoas detidas pela polícia secreta frequentemente arbitrariamente nem sequer sofrem processo. Na detenção, os prisioneiros podem ser torturados ou sujeitados ao tratamento desumano. Os suspeitos podem ser condenados, por exemplo, por um tribunal secreto. A polícia secreta conhecida por usar estes métodos na história inclui a Stasi da RDA e a PIDE, de Portugal.
A polícia secreta foi usada por muitos tipos dos governos. As forças de polícia secreta nas ditaduras e em estados totalitários usam geralmente a violência e os atos terroristas para suprimir a oposição e a dissidência políticas, e podem usar esquadrões da morte para realizar homicídios e “desaparecimentos”. Embora a polícia secreta normalmente não exista em estados democráticos, em caso de emergência ou a guerra, uma democracia pode legalmente conceder os seus serviços do policiamento e de segurança adicional ou os poderes arrebatadores, que podem ser considerados ou interpretado como uma polícia secreta.

## Brasil
Durante a ditadura de Getúlio Vargas, entre 1930 e 1946, o Departamento de Ordem Política e Social (DOPS) era a polícia secreta do governo.
Durante a ditadura militar no Brasil, o DOPS foi contratado pelo regime militar junto com o Departamento de Operações de Informações - Centro de Operações de Defesa Interna (ou DOI-CODI) e o Serviço Nacional de Inteligência (ou SNI), e envolvido em sequestros, tortura, e ataques contra teatros e livrarias.

## Polícia secreta na ficção
O conceito da polícia secreta é igualmente popular na ficção, retratando geralmente tal instituição no seu mais extremo. Um exemplo conhecido é a polícia do pensamento do filme Nineteen Eighty-four de George Orwell, que usou a psicologia e a fiscalização para eliminar a dissidência. No filme e livro V de Vingança, a polícia secreta foi usada para capturar e silenciar rebeldes a mando do partido único do país. Em As Crônicas de Nárnia, O Leão, a Feiticeira e o Guarda-Roupa, de C. S. Lewis, a polícia secreta formada por lobos que aterrorizam Nárnia usando espiões e capturando qualquer um que se oponha à rainha Jadis.

## Polícias secretas na história
Abaixo algumas das polícias secretas, a maioria extinta atualmente, porém, algumas como a Mossad, existem até a atualidade:
- Oprichniks, a polícia secreta de Ivan, o Terrível;

- Gestapo, a polícia secreta da Alemanha nazista. É de onde vem o nome "polícia secreta", sendo um acrônimo para Geheime Staatspolizei ("polícia secreta do Estado");
- Tcheka, NKVD e KGB, polícias secretas da União Soviética;
- DOI-CODI, a polícia secreta da Ditadura militar brasileira;

- PIDE, a polícia secreta de Portugal sob o Estado Novo;

- OVRA, a polícia secreta da Itália Fascista;

- Mossad, a polícia secreta do Israel, existente até a atualidade;
- SAVAK, a polícia secreta do Estado Imperial do Irã. Após a Revolução Islâmica foi substituído pela VEVAK na República Islâmica do Irã;
- Além da VEVAK, o Exército dos Guardiães da Revolução Islâmica foi criada após a revolução com este propósito;

- MSE, a polícia secreta da República Popular da China, existente até a atualidade;
- Stasi, a polícia secreta da Alemanha Oriental.

## Emblemas de algumas polícias secretas

Emblema da GESTAPO
Emblema da NKVD
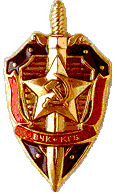
Emblema da KGB
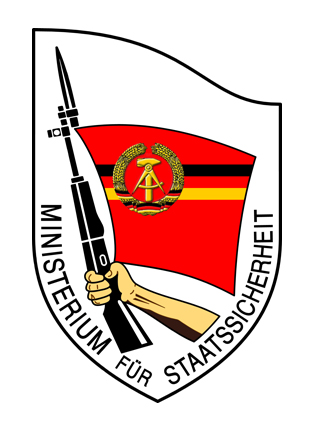
Emblema da Stasi